# Falkenbach
Falkenbach – niemiecki zespół wykonujący viking/folk metal. Jego jedynym członkiem jest Vratyas Vakyas, pochodzący z Islandii, na stałe mieszkający w Niemczech. Zespół powstał w 1989. Powstało siedem demówek zespołu (lecz znane jest tylko pięć). Na początku swojego istnienia zespół grał muzykę inspirowaną black metalem, która potem ewoluowała we wzniosły śpiew z niewielkimi elementami black metalowego growlu, który to zespół obecnie kontynuuje. Większość tekstów Falkenbach jest napisana w języku angielskim, niektóre w staronordyjskim (staronordyckim), łacińskim i staroniemieckim. Większość tekstów w języku staronordyckim pochodzi z pogańskiej literatury (np. wersy chóru w Donar’s Oak). Choć trzonem zespołu jest Vakyas, do nagrywania ostatnich dwóch płyt zatrudniał muzyków sesyjnych.

## Skład
- Vratyas Vakyas - śpiew, wszystkie instrumenty
- Tyrann - śpiew (muzyk sesyjny)
- Hagalaz - gitara (muzyk sesyjny)
- Bolthorn- perkusja (muzyk sesyjny)

## Historia
1989
Vratyas Vakyas nagrał pierwszą kasetę Havamal. Zawierała ona 3 utwory i była limitowana do 9 kopii.
1991
Vratyas został gitarzystą w grupie Crimson Gates. Dwie nigdy nie wypuszczone demówki zostały nagrane w latach 1991-1993. Miały miejsce też dwa koncerty. Grupa rozpadła się w 1994 roku.
1995
Została nagrana kaseta Laeknishendr. Zawierała ona 6 jeszcze raz nagranych starych utworów. Rozpoczęło się nagrywanie debiutanckiego albumu The Fireblade, lecz na krótko przez wypuszczeniem Vratyas zrezygnował z wydania płyty. W grudniu 1999 Vratyas rozpoczął nagrywanie …En Their Medh Riki Fara….
1996
W marcu ukazał się debiutancki album …En Their Medh Riki Fara… nakładem No Colours Records.
1998
Został nagrany drugi album …Magni Blandinn Ok Megintiri…, tym razem za pośrednictwem wytwórni Napalm Records.
2003
Został nagrany i wypuszczony trzeci album Ok Nefna Tysvar Ty…, nakładem Napalm Records. Do nagrania płyty Vratyas Vakyas zatrudnił trzech muzyków sesyjnych.
2005
Został wypuszczony Heralding - The Fireblade. Płyta ponownie nagrana z pomocą muzyków sesyjnych i wydana nakładem Napalm Records.

## Dyskografia
Płyty studyjne
- ...En Their Medh Riki Fara... (1996)
- ...Magni Blandinn Ok Megintiri... (1998)
- Ok Nefna Tysvar Ty (2003)
- Heralding - The Fireblade (2005)
- Tiurida (2011)
- Asa (2013)

### Dema
- Havamal (1989)
- Læknishendr (1995)
- Promo '95 (1995)
- Asynja (1995)
- ...Skinn Av Sverdhi Sol Valtiva... (1996)